# 奥托里库斯陨石坑
奥托里库斯陨石坑（Autolycus）是月球正面阿基米德山脉东部一座相对年轻的撞击坑，位于雨海和澄海边沿之间，约形成于32-11亿年前的爱拉托逊纪，但其它来源认为形成于11亿年前的哥白尼纪。1645年约翰·赫维留首次对它进行了描述，该陨坑名称取自古希腊天文学家暨数学家皮塔内的奥托里库斯（约公元前360年-公元前290年），1935年被国际天文学联合会批准接受。

## 描述

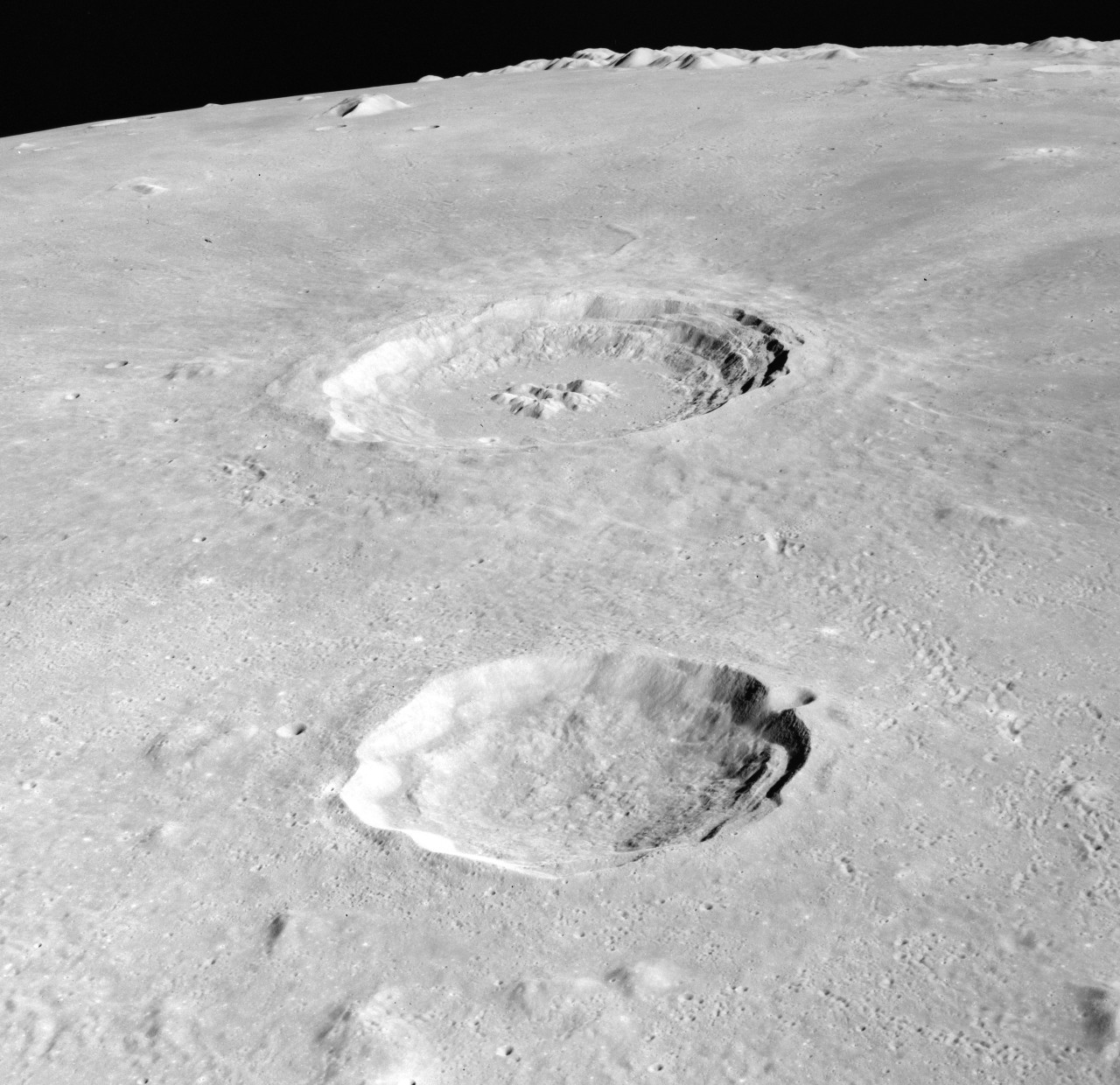
阿波罗15号测绘相机拍摄的奥托里库斯陨石坑（下）和阿里斯基尔环形山(上)

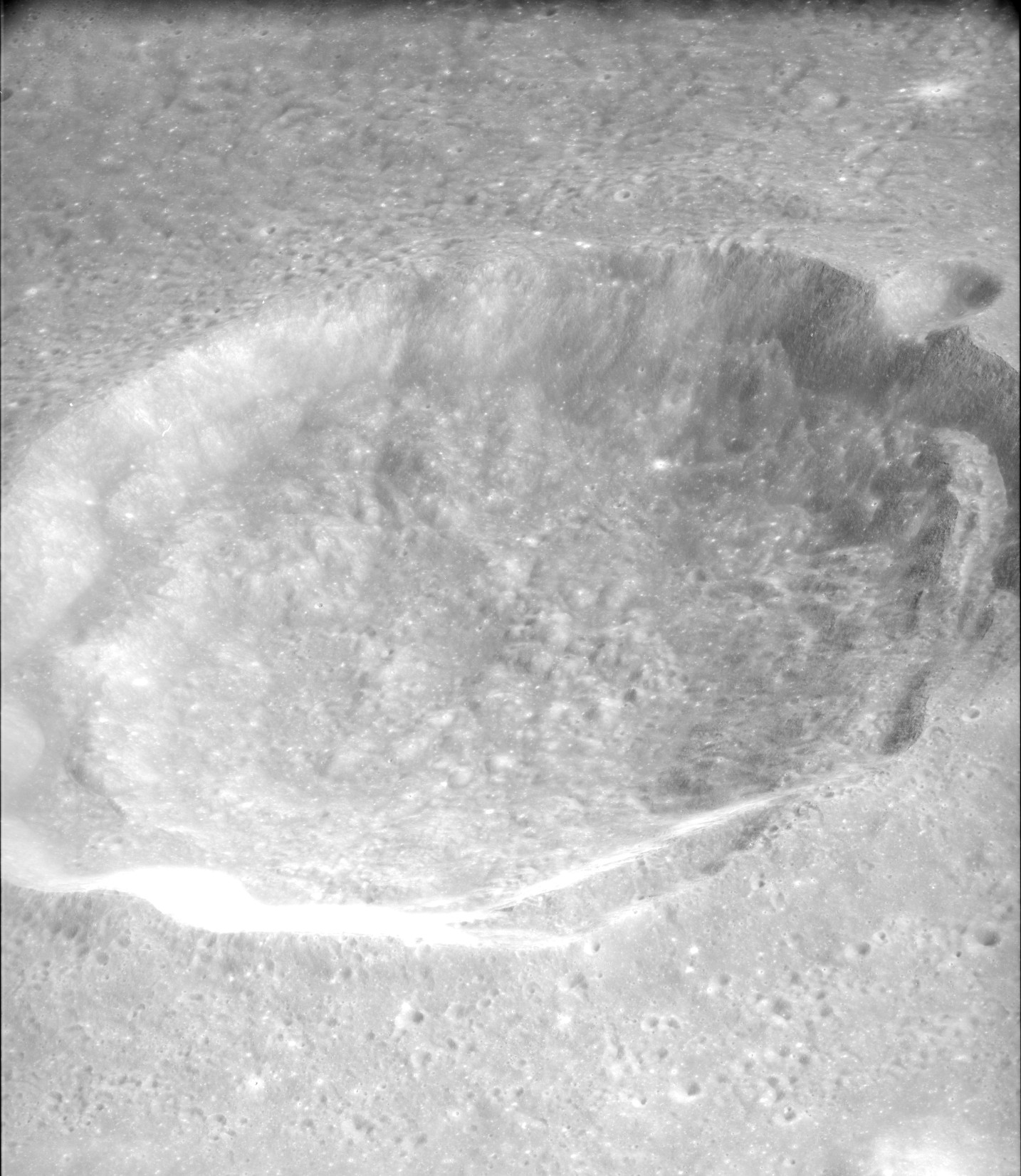
阿波罗15号全相机拍摄的奥托里库斯陨石坑斜视图.

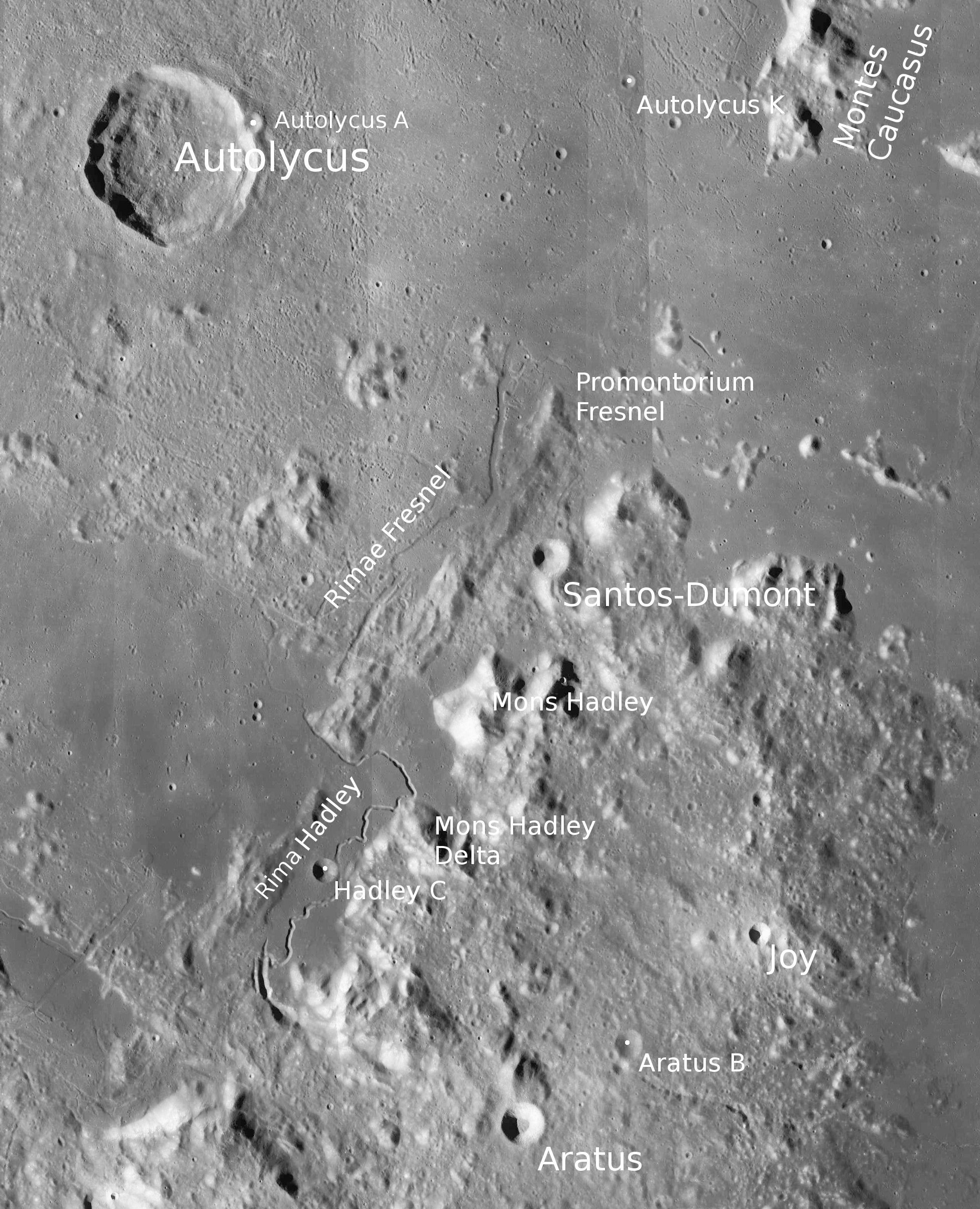
奥托里库斯陨石坑的周边，月球勘测轨道飞行器拍摄。

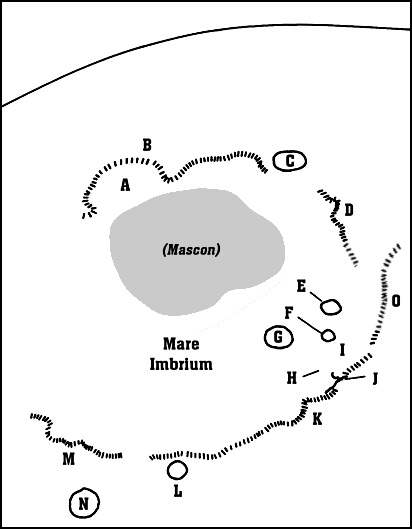
雨海地貌详图，奥托里库斯陨石坑被标注为“F”。

该陨坑西侧毗邻古老的阿基米德环形山、北面靠近相对年轻的阿里斯基尔环形山，熔岩覆盖的腐沼坐落在它的南面、东面则绵延着逶迤的高加索山脉，在它的东南分布有菲涅耳月溪（Rimae Fresnel）和菲涅耳月岬（Promontorium Fresnel）。该陨坑中心月面坐标为30°41′N 1°29′E / 30.68°N 1.49°E，直径38.88公里，深约2.17公里，形态特征隶属“TRI 型”（以该类陨石坑的典型代表——特里斯纳凯尔陨石坑命名）。
奥托里库斯陨石坑外观轮廓大体圆状，但边缘较为参差，外侧坡平缓，内侧壁呈阶地状结构，坑壁最高处较坑底落差3140米，比周边地形最大高出1020米。陨坑北侧壁已严重磨损，东北坑沿上则横跨了醒目的卫星坑奥托里库斯 A。奥托里库斯陨石坑内部容积约1119.04立方千米，凹凸不平的坑底低于周边地形1200米，里面填塞着熔岩和塌落的坑壁碎岩，其中央峰（或应称之为中央高原）高约820米，底部直径7.53公里。
奥托里库斯陨石坑有一个微弱、几乎难以分辨的射纹系统，其延伸距离长达400公里，并已被月球和行星观测协会（ALPO）列入《带有明亮射纹系统的撞击坑列表》。
该陨坑的射纹线穿过了阿基米德环形山坑底，并在其地表上留下了痕迹，这表明该陨坑形成于阿基米德环形山之后。另一方面，这二座陨坑的外侧坡上都部分覆盖有阿里斯基尔环形山形成时抛出的喷发物，说明阿里斯基尔环形山的形成晚于前二座陨坑。

## 截面图
该图显示了奥托里库斯陨石坑不同方向的剖面，纵向坐标轴（Y轴）单位为英尺，右上方图显示的比例尺为米。

## 卫星坑
按惯例，最靠近奥托里库斯陨石坑的陨石坑将通过在月图上其中心点旁标注的字母来识别它们。

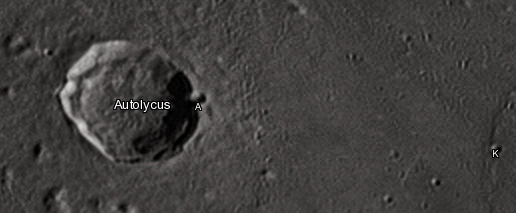
周边卫星坑图.

| 奥托里库斯 | 纬度    | 经度   | 直徑   |
| ---------- | ------- | ------ | ------ |
| A          | 30.9° N | 2.2° E | 4 公里 |
| K          | 31.2° N | 5.4° E | 3 公里 |

## 探测器撞击点
1959年9月14日，苏联无人探测器-月球2号在距奥托里库斯陨石坑西南偏西约40公里处（月面坐标29°06′N 0°00′E / 29.1°N 0.0°E），首次实施了人为的月表硬着陆。据一位匈牙利天文学家声称，他看到了撞击爆炸扬起的尘埃。

## 另请参阅
- Andersson, L. E.; Whitaker, E. A. . NASA RP-1097. 1982.
- Blue, Jennifer. . USGS. July 25, 2007  [2007-08-05]. （原始内容存档于2013-02-13）.
- Bussey, B.; Spudis, P. . New York: Cambridge University Press. 2004. ISBN 978-0-521-81528-4.
- Cocks, Elijah E.; Cocks, Josiah C. . Tudor Publishers. 1995. ISBN 978-0-936389-27-1.
- McDowell, Jonathan. . Jonathan's Space Report. July 15, 2007  [2007-10-24]. （原始内容存档于2018-12-25）.
- Menzel, D. H.; Minnaert, M.; Levin, B.; Dollfus, A.; Bell, B. . Space Science Reviews. 1971, 12 (2): 136–186. Bibcode:1971SSRv...12..136M. doi:10.1007/BF00171763.
- Moore, Patrick. . Sterling Publishing Co. 2001. ISBN 978-0-304-35469-6.
- Price, Fred W. . Cambridge University Press. 1988. ISBN 978-0-521-33500-3.
- Rükl, Antonín. . Kalmbach Books. 1990. ISBN 978-0-913135-17-4.
- Webb, Rev. T. W.  6th revised. Dover. 1962. ISBN 978-0-486-20917-3.
- Whitaker, Ewen A. . Cambridge University Press. 1999. ISBN 978-0-521-62248-6.
- Wlasuk, Peter T. . Springer. 2000. ISBN 978-1-85233-193-1.